# Afribactrus
Afribactrus é um gênero de aranhas da família Linyphiidae descrito em 1995.